# شنتشو (مركبة فضائية)
شنتشو هي مركبة فضائية صينية صُممت لدعم برنامج رحلات الفضاء المأهولة التابع للصين. يشبه تصميمها تصميم المركبة الفضائية الروسية سايوز، لكنها أكبر حجمًا. ومثل سايوز تُعدّ شنتشو مركبةً للاستخدام مرة واحدة، وتتألف من ثلاث وحدات: وحدة هبوط تُؤوي الطاقم أثناء الإطلاق والعودة، ووحدة مدارية تُوفّر مساحة معيشة إضافية وتخزينية أثناء المدار، ولكنها تُرمى قبل العودة، ووحدة خِدمة مسؤولة عن الدفع والطاقة، والتي تُرمى أيضًا قبل العودة. ولزيادة السلامة والديناميكا الهوائية، تُغلّف المركبة الفضائية بغطاء خارجي وتُزوّد بنظام هروب للإقلاع أثناء الإقلاع.
أُطلِقت لأول مرة في 19 نوفمبر 1999م وكان أول إطلاق مأهول لها في 15 أكتوبر 2003م. في مارس 2005م، أُطلِق على أحد الكويكبات اسم 8256 شنتشو تكريمًا للمركبة الفضائية.

## الاسم
المعنى الحرفي للاسم الأصلي في اللغة الصينية هو «السفينة الإلهية على النهر السماوي»، إذ يشير النهر السماوي إلى درب التبانة في اللغة الصينية الكلاسيكية.

## نظرة تاريخية
بدأت جهود الصين الأولى في الرحلات الفضائية البشرية في عام 1968 حين خطط لإطلاق أول مهمة مأهولة في عام 1973. على الرغم من أن الصين أطلقت بنجاح قمرًا صناعيًا غير مأهول في عام 1970، فقد أُلغي برنامج المركبة الفضائية المأهولة في عام 1980 بسبب نقص التمويل.
أعيد إحياء برنامج المركبة الفضائية الصينية المأهولة في عام 1992 مع مشروع 921. اتبعت المركبة الفضائية الأولية التصميم العام لمركبة سويوز الروسية، إذ شملت ثلاث وحدات يمكن أن تنفصل عند الدخول في الغلاف الجوي. وقعت الصين اتفاقًا مع روسيا في عام 1995 لاستخدام تكنولوجيا سويوز، بما في ذلك أنظمة دعم الحياة وأنظمة الالتحام. ثم عُدلت المركبة الفضائية الأولية باستخدام تكنولوجيا روسية الجديدة. كان تشي فارين (المولود في 26 أبريل 1933) المصمم العام لشنتشو 1 حتى شنتشو 5. وابتداءً من شنتشو 6 صعودًا، أصبح تشانغ باينان (المولود في 23 يونيو 1962) هو المصمم العام.
أُطلِقت أول رحلة غير مأهولة للمركبة الفضائية في 19 نوفمبر 1999، وبعد ذلك تم تغيير اسم البرنامج من مشروع 1/921 إلى شنتشو، وهو اسم اختاره جيانغ زيمين وفقًا للتقارير. أُطلِقت ثلاث رحلات إضافية غير مأهولة. أُطلِقت أول مهمة مأهولة، شنتشو 5، في 15 أكتوبر 2003. أصبحت المركبة الفضائية منذ ذلك الحين المركبة الرئيسية لبرنامج الفضاء الصيني المأهول، إذ يجري استخدامها لكل من المهمات المأهولة وغير المأهولة.

## التصميم
تتكون شنتشو من ثلاث وحدات: وحدة مدارية أمامية، وحدة إعادة دخول في المنتصف، ووحدة خدمة خلفية. يهدف هذا التقسيم إلى تقليل كمية المواد التي ستعود إلى الأرض. لا يحتاج أي شيء يُوضع في الوحدة المدارية أو وحدة الخدمة إلى درع حراري، ما يزيد المساحة المتاحة في المركبة الفضائية دون زيادة الوزن كما لو كانت هاتين الوحدتان قادرتين على تحمل الدخول في الغلاف الجوي.
بيانات المركبة الفضائية الكاملة
الكتلة الكلية: 7840 كيلوجرام
الطول: 9.25 متر
القطر: 2.80 متر
الامتداد: 17.00 متر